# نشریه علوم دارویی دارو
نشریه علوم داروئی دارو یک نشریه پزشکی بررسی شده با دسترسی آزاد است که در سال ۱۹۹۰ تأسیس شد. این نشریه تمام جنبه‌های علوم دارویی را پوشش می‌دهد. سردبیر آن محمد عبداللهی (دانشگاه علوم پزشکی تهران) است. این مجله به نام دانشگاه بیومد مرکزی و از طرف دانشگاه علوم پزشکی تهران منتشر می‌شود.

## چکیده و نمایه سازی
دارو در پایگاه‌های زیر نمایه می‌شود:
- چکیده‌های زیست‌شناختی
- بایوسیس
- خدمات چکیده‌های شیمی
- پاب‌مد مرکزی
- اسکوپوس
- صنایع ابسکو

طبق گزارش گزارش استنادی مجلات، این نشریه دارای ضریب تأثیر در ۲٫۶۶۷ در سال ۲۰۱۷ است و دارای رتبه ۱۱۸ از میان ۲۶۱ نشریه در گروه فارماکولوژی و داروسازی می‌باشد.